# Söderby-Karls landskommun
Söderby-Karls landskommun var en tidigare kommun i Stockholms län.

## Administrativ historik
Landskommunen bildades 1863 ur Söderby-Karls socken i Lyhundra härad i Uppland. Vid kommunreformen 1952 uppgick denna landskommun i Lyhundra landskommun som 1971 uppgick i Norrtälje kommun.

## Politik

### Mandatfördelning i Söderby-Karls landskommun 1938-1946
| 6 | 1 | 1 | 5 | 2 | 5 |

| 20 |

| 5 | 9 | 6 |

| 19 |

| 7 | 6 | 7 |

| 19 |